# Русудан (грузијска краљица)
Краљица Русудан (груз. რუსუდანი; око 1194—1245) из династије Багратиони, била је краљица Грузије у периоду од 1223. до 1245. године.
Кћи грузијске краљице Тамаре и Давида Сослана, наследела је брата Гиоргија IV 18. јануара 1223. године. Гиоргијева прерана смрт означила је почетак краја Грузијског златног доба. Русудан је била преслаба да очува оно што су стекли њени претходници. У јесен 1225. године, Грузију је напао харезмски шах Џелал ал-Дин Мингбурну, прогоњен од стране Монгола. Грузијци су претрпели болне поразе у битки у Гарнију, а краљева палата се са краљицом Русудан преселила у Кутаиси, јер су грузијски главни град Тбилиси опколили Харезми. Годину дана после, Џелал ал-Дин је заузео Тбилиси, а 100.000 храбрих становника Тбилисија је изгубило животе у тим борбама. Поражени Грузијци су били приморавани да одбаце хришћанство и да постану муслимани, али су они то одбили. Због тога је готово сво становништво Тбилисија масакрирано. У фебруару 1227. године, Грузијци су искористили Џелалове неуспехе у Јерменији и поновно заузели Тбилиси, али су убрзо били приморани да напусте град, који су сами запалили у својој борби са окупацијским снагама. Русудан је склопила савез са суседним селџучким владарима Иконијског султаната и Ахлата, али су Харезми преусмерили Грузијце на Болниси, пре него су савезници успели да стигну (1228).
Харезме су истиснули Монголи. Упали су у Грузију 1235. године и девастирали и пљачкали у провалама, а Џелала ал-Дина су заробили. Грузија се предала без озбиљног отпора. До 1240. године сва је земља била под монголским јармом. Присиљени су да прихвате суверену власт монголског кана 1242, а Русудан је морала да плаћа годишњи данак од 50.000 златника и подупире Монголе грузијском војском.
У страху да ће њен синовац Давид VII желети да се успне на престо, Русудан га је затворила на двору њеног пасторка, султана Кејхусрева II и шаље свог сина Давида VI на монголски двор како би добио службено признање да је он њен наследник. Умрла је 1245. године, чекајући на синов повратак са монголског двора.

## Брак и деца
Године 1224. удала се за селџучког принца Гијасадина (унука Килиџа Арслана II), који се у том браку преобратио на хришћанство. Били су родитељи Давида VI и кћерке по имену Тамара, која се удала за свог рођака, султана Кејхусрева II, а након његове смрти 1246. се удала за Перванеа, иранског државника.